# 渡辺裕介 (アナウンサー)
渡辺 裕介（わたなべ ゆうすけ、11月10日 - ）は、栃木県日光市（旧：今市市）出身のアナウンサー。血液型はO型。愛称は「DJゆうにぃ」。

## 経歴
宇都宮大学教育学部卒業。同大学院国際学部卒業。
2000年よりラジオアナウンサー活動を開始。同年春から3年間、FM鹿児島で勤務後、2003年からはRADIO BERRY（FM栃木）所属。過去には栃木SCのスタジアムDJも担当していた。

## 出演作品

### ラジオ
- 〔B･E･A･T〕（月 担当）（RADIO BERRY） 2016年4月～/2019年3月までは 木 担当
- FLYING FRIDAY（RADIO BERRY）2018年4月～
- R.A.（アルエ）

### 過去に担当していたラジオ
- ROCK JEAN（RADIO BERRY）
- B★BOX（月・火担当）（RADIO BERRY）
- High-5（月・火担当）（RADIO BERRY）
- JOIN-T（月・火担当）（RADIO BERRY）
- B-UP!（金 担当）2015年4月～2018年3月まで
- B-HOT!（RADIO BERRY）

### その他
- 栃木SC スタジアムDJ